# Jürgen Klauke
Jürgen Klauke (Cochem, 6 de septiembre de 1943) es un artista alemán.

## Vida y trabajo
Klauke estudió artes gráficas en las escuelas industriales de Colonia de 1964 a 1970 y fue renombrado alumno de maestría de Alfred Will.
Los primeros trabajos de Klauke se ocuparon del cuerpo humano y su identidad de género. A principios de los años 70 fue uno de los primeros en reconocer las posibilidades de la fotografía como medio de expresión artística y así se convirtió en uno de los representantes más destacados del arte corporal posterior. Sus obras, a menudo provocativas, son ahora una parte integral de la escena artística de la fotografía alemana. La obra de Klauke se compone principalmente de ciclos temáticos y representaciones completos.
Jürgen Klauke participó en la exposición de arte Documenta 6 en 1977 y en la Documenta 8 en 1987, así como en la Bienal de Venecia en 1980.
De 1988 a 1994 fue profesor de arte y fotografía en la Universidad de Essen (el departamento de fotografía ahora pertenece nuevamente a la Universidad de las Artes de Folkwang). De 1994 a 2008 fue profesor de fotografía artística en la Academia de Artes Mediáticas de Colonia, entre estudiantes destacados se encuentran: Achim Mohné, Eva Bertram y Oliver Schwabe. Klauke vive y trabaja en Colonia.

## Premios y reconocimientos
- 1995 - Gran Premio de Cultura de la Sparkasse Fundación Cultural Renania.
- 2013 - Elegido miembro de pleno derecho de la Academia de Ciencias y Artes de Renania del Norte-Westfalia.
- 2013 - Premio de Bellas Artes de Colonia. [1]

## Exposiciones
- 1973 - Museo Regional Renano, Bonn.
- 1975 - Galería Li Tobler, Zúrich.
- 1986 - Jürgen Klauke. Nuevas obras fotográficas y dibujos, Nationalgalerie, Berlín (catálogo).
- 1987 - An Eternity a Smile, Hamburger Kunsthalle, Hamburgo (catálogo).
- 1987 - Museo Ludwig, Colonia (catálogo).
- 1988 - Prosecuritas, Very de Nada, Halle Süd, Ginebra (catálogo).
- 1992 - Neurosis dominicales, Galería Estatal de Arte, Baden-Baden
- 1994 - Colección Ingvild Götz, Cindy Sherman, Jürgen Klauke (catálogo).
- 1997 - Phantom Sensation, Museo de Arte Moderno, Saitama & Shiga, Museo de Arte de la Prefectura de Yamaguchi, Yamaguchi, Japón (catálogo).
- 2001 - Calma absoluta. Jürgen Klauke - La obra fotográfica 1970-2000, Sala de Arte y Exposiciones de la República Federal de Alemania, Bonn y Museo Estatal Ruso, San Petersburgo (catálogo).
- 2006 - Portadores de esperanza, aspectos del yo desastroso. Museo de Arte Moderno, Passau.
- 2007 - Paranoia Estética, Galería Helga de Alvear, Madrid.
- 2009 - ZWEISAM SOLITARIO, Galerie Serge Le Borgne, París.
- 2010 - Jürgen Klauke. Paranoia estética, ZKM/ Museo de Arte Nuevo, Karlsruhe, luego: Museum der Moderne Salzburg y 2014: La Chambré, Estrasburgo.
- 2011 - Paranoia estética, Museum der Moderne Salzburg, Salzburgo.
- 2012 - Campos de batalla, Galería Helga de Alvear, Madrid.
- 2015 - 60 años de Documenta, Galerie Coucou, Paranoia estética, Kassel.
- 2014 - Jürgen Klauke, Transformer: obras fotográficas de la década de 1970, Koenig & Clinton, Nueva York.
- 2017 - Jürgen Klauke – Diálogo interno. Dibujos 1970 – 2016, Museo Max Ernst, Brühl.
- 2017 - Jürgen Klauke. Moving I, Galería Guido W. Baudach Berlín.
- 2018 - Body Signs, Drawing Body, Academia de Ciencias y Artes de Renania del Norte-Westfalia, Düsseldorf.
- 2018 - Ciclo Prosecuritas (fotografía fantasma), Galerie Hans Mayer, Düsseldorf.
- 2018 - Obras fotográficas y dibujos, Galerie Suzanne Tarasieve, París.
- 2018 - Klauke el dibujante, Galerie Klaus & Elisabeth Thoman, Viena.
- 2018 - Ruido de fondo, Galerie Thomas Zander, Colonia.
- 2020 - Escenografía de la existencia, Jürgen Klauke y Sissa Micheli, comisariada por Günther Oberhollenzer, Galerie Alessandro Casciaro, Bolzano.
- 2022 - Bodysounds / Kreuz&Queer, Galerie Guido Baudach, Berlín.
- 2023 Cross&Queer, Galería Helga de Alvear, Madrid.

## Actuaciones
- 1975 - De ninguna manera – Dos laceraciones, De Appel, Ámsterdam.
- 1981 - Melancolía de las sillas, Performance '81, Galería Municipal en Lenbachhaus, Múnich
- 1982 - Melancolía de las sillas, segunda actuación, Künstlerhaus Bethanien, Berlín
- 1984 - Paisajes artísticos, Galería de arte de Kiel y sitio Kampnagel, Hamburgo
- 1986 - Second Spirit, WDR: Letras, Domplatte, Colonia
- 1987 - Posmodernismo - Me gusta, Documenta 8, Kassel

## Catálogos
- 1971 - I & I, dibujos diarios y secuencias de fotografías, octubre de 1970-febrero de 1971, autoeditado, Colonia
- 1981 - Formalización del aburrimiento: trabajos fotográficos, performances y documentos en vídeo del grupo de trabajo, Rheinisches Landesmuseum, Bonn / Kunstmuseum Lucerne / Rheinlandverlag, Colonia
- 1982 - Secuencias de fotografías 1972-1980, Betzel Verlag, Frankfurt am Main
- 1986 - Una eternidad de una sonrisa. Dibujos, obras fotográficas, performances 1979/86, DuMont Buchverlag, Colonia
- 1995 - Diputado, Galería Rigassi, Berna
- 1997 - Jürgen Klauke – Sensación fantasma, Museo de Arte Moderno, Saitama, Japón; Museo de Arte Moderno, Shiga, Japón; Museo de Arte, Yamagushi, Japón
- 1997 - Jürgen Klauke – Art Today No. 19, editorial Kiepenheuer & Witsch, Colonia
- 2001 - Absolute Windstille, Jürgen Klauke - La obra fotográfica 1970-2000, Sala de Arte y Exposiciones de la República Federal de Alemania, Bonn/Cantz
- 2001 - Pretty, Salon Verlag, Colonia
- 2001 - Le désastre du moi, 1996-2001, Maison Européenne de la Photographie, París

## Literatura
Ensayos
- Hans Dickel: El drama frente al objetivo. En: Gary Garrels (ed.): La fotografía en el arte alemán contemporáneo. Edición Cantz, Colonia 1993. ISBN 3-89322-592-7, págs. 120-131.
- Theo Rommerskirchen: Jürgen Klauke . En: Este: ¡viva firma si! 20 años de firma. Autoeditado, Remagen-Rolandseck 2005, ISBN 3-926943-85-8.

Monografías
- John Pultz: el cuerpo y la lente. Fotografía 1838 hasta la actualidad. Abrams, Nueva York 1995. ISBN 0-8109-2703-9.
- T. Hermann Ordelman (texto), Jürgen Klauke (ilustraciones): El imperio rayado. Ravenberg Pers, Arnhem 1981, ISBN 90-70399-02-4.
(título original holandés: Het bekraste Keizerrijk )
- Peter Weiermair (ed.): Jürgen Klauke. Consuelo para los imbéciles o para uno mismo desastroso, 1996-2000. Wienand Verlag, Colonia 2000, ISBN 3-87909-724-0.
- Evelyn Weiss (ed.): Jürgen Klauke, una eternidad, una sonrisa. Dibujos, obras fotográficas, performances, 1970–1986. Dumont Verlag, Colonia 1986, ISBN 3-7701-1985-1.

## Enlaces web
- Webpräsenz von Jürgen Klauke
- Jürgen Klauke bei der Nordrhein-Westfälischen Akademie der Wissenschaften und der Künste
- Jürgen Klauke im Museum Ludwig, Köln (Memento vom 20. November 2005 im Internet Archive)
- Klauke-Ausstellung, Triennale der Photographie, Hamburg, 2002
- Informationen zu Jürgen Klauke auf Artfacts.Net
- Formalisierung der Langeweile 1980: